# Lou Filippo
Louis "Lou" Filippo, född 1 december 1925 i Los Angeles, Kalifornien, död 2 november 2009, var en amerikansk boxare. Lou medverkade som boxningsdomare i Rocky Balboa filmerna fram till Rocky V. Filippo avled 2009 i stroke.